# ThinkPad

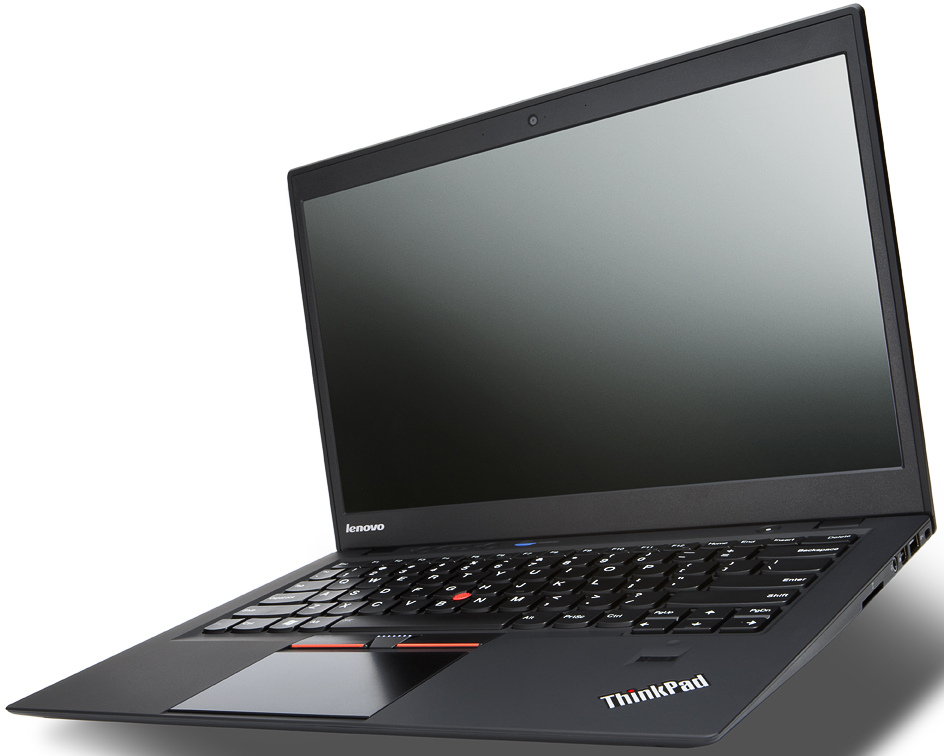
ThinkPad X1 Ultrabook

ThinkPad – rodzina notebooków zaprojektowanych przez Richarda Sappera i produkowanych w latach 1992–2005 przez koncern informatyczny IBM.
Od II kwartału 2005 roku ThinkPady produkuje i sprzedaje chińska firma Lenovo, która odkupiła od IBM dział produkcji komputerów osobistych.
Pierwszy ThinkPad z serii był tabletem – model IBM 2521 ThinkPad. Sama nazwa najprawdopodobniej pochodzi od notatnika na którym widniał napis „Think”.

## Historia

### Nazwa
Nazwa „ThinkPad” jest produktem historii i kultury firmy IBM. Thomas John Watson senior najpierw wprowadził słowo „THINK” jako slogan IBM w latach 20. XX wieku. Firma w każdym minikomputerze i komputerze typu mainframe (z których większość była wypożyczona) montowała na górze konsoli sterującej niebieską plastikową tabliczkę, zawierającą komendę „THINK” umieszczoną na aluminiowej płytce. Przez dziesiątki lat specjalnie dla użytkowników i pracowników IBM rozpowszechniało niewielkie notesy (ang. notepad) ze słowem „THINK” wytłoczonym na skóropodobnej okładce. Nazwę „ThinkPad” zasugerował pracownik IBM – Denny Wainwright, który używał takiego notesu. Była ona jednak przeciwna polityce nazywania produktów przez IBM, ponieważ w tamtym czasie nazwy komputerów IBM były numeryczne. Została jednak zachowana ze względu na pozytywną reakcję dziennikarzy i opinii publicznej.

### Rozwój
ThinkPad był odpowiedzią na produkty Toshiby i Compaq. Obie firmy, tak samo jak Apple i DEC, były już obecne na rynku laptopów. Zadanie stworzenia notebooka zostało przydzielone japońskiej fabryce Yamato, prowadzonej przez Arimasa Naitoh – Japończyka, który dołączył do IBM w latach siedemdziesiątych a dzisiaj jest nazywany ojcem ThinkPada.

### Pierwsze modele
W kwietniu 1992 podczas konferencji prasowej IBM zaprezentowało pierwszego ThinkPada. Posiadał on system operacyjny PenPoint a jego oficjalna nazwa brzmiała „IBM 2521 ThinkPad”. Komputer trafił do masowej sprzedaży w październiku tego samego roku.
Oprócz nadania mu innowacyjnej nazwy, IBM reklamowało Thinkpady poprzez pomysłowe działania, takie jak wczesne programy pilotażowe dla klientów, liczne zapowiedzi przedpremierowe oraz rozbudowany program wypożyczeń nowego sprzętu, mający na celu przedstawienie jego mocnych i słabych stron. Ponadto IBM podjęło współpracę z archeologami badającymi starożytne egipskie miasto Leontopolis w celu przetestowania ThinkPada w terenie. Urządzenie zostało wypożyczone zespołowi kopiącemu na lato. W końcowym raporcie podkreślono, że ThinkPad doskonale sprawdza się w trudnych warunkach: „ThinkPad jest imponującym urządzeniem, wystarczająco wytrzymałym, aby był używany w trudnych, egipskich warunkach bez obawy o jego stan”.
Pierwsze trzy modele notebooków ThinkPad (700, 700C oraz 700T) zaprezentowano w październiku 1992 roku. Na klawiaturze znajdował się jasnoczerwony TrackPoint, był to rodzaj urządzenia wskazującego, które pozwalało na korzystanie z notebooka bez dodatkowych akcesoriów. Pierwsze ThinkPady okazały się dużym sukcesem – zebrały ponad 300 prestiżowych nagród za wygląd i jakość wykonania.
Laptopy ThinkPad 755C były używane w latach 90. na pokładzie wahadłowców kosmicznych jako komputery wspierające (ang. Payload and General Support Computers). W tym samym okresie Laptop ThinkPad 760ED, bez żadnych modyfikacji, był testowany w ramach wspólnego programu kosmicznego (Shuttle-MIR) Stanów Zjednoczonych oraz Rosji. Modele używane w programie kosmicznym zawierały procesor Intel Pentium 133 MHz z 48 MB pamięci operacyjnej, cztery napędy CD-ROM, zasilacz, stację dyskietek 3,5 cala i dwa dyski twarde o pojemności 1,2 GB każdy oraz dodatkowe akcesoria. Podczas używania ich w przestrzeni kosmicznej, laptopy były narażone na promieniowanie, które prawdopodobnie powodowało błędy. Pod tym względem laptopy 760ED sprawowały się lepiej niż modele 755C.

### Wykorzystane w kosmosie
Do 2003 roku laptopy ThinkPad były jedynymi certyfikowanymi laptopami do użytku na Międzynarodowej Stacji Kosmicznej. NASA zakupiła ponad 500 laptopów ThinkPad 750 w celu kwalifikacji lotu, rozwoju oprogramowania i szkolenia załogi. Senator astronauta – John Glenn używał laptopów ThinkPad w swojej misji kosmicznej STS-95 w 1998 roku.
Modele ThinkPad wykorzystywane w misjach kosmicznych:
- ThinkPad 750
- ThinkPad 750C
- ThinkPad 755C
- ThinkPad 760ED
- ThinkPad 760XD
- ThinkPad 770
- ThinkPad A31p
- ThinkPad T61p[14]

## Cechy
Większość obecnie produkowanych modeli ThinkPadów posiada następujące cechy:
- Obudowa wykonana z plastiku (pokrywa ekranu w serii T do modelu T61 była wykonana z magnezu);
- Wewnętrzna magnezowa rama Roll Cage uniemożliwiająca odkształcenia (i mikropęknięcia) płyty głównej podczas przenoszenia jedną ręką;
- TrackPoint czerwonego koloru tradycyjnie stosowany jako urządzenie wskazujące, niektóre modele posiadają również dodatkowo TouchPad;
- ThinkLight – biała bądź pomarańczowa dioda LED o zwiększonej jasności oświetlająca klawiaturę, umieszczona ponad matrycą, umożliwia pracę w ciemności (wybrane modele);
- Active Protection System – system mogący, dzięki wbudowanemu akcelerometrowi, wykryć moment spadania lub wstrząsy, aby z wyprzedzeniem zaparkować głowice dysku twardego, zmniejszając ryzyko jego uszkodzenia;
- Czytnik linii papilarnych (w droższych modelach);
- Wbudowany moduł TPM;
- Specjalne kanały, którymi pod obudowę odprowadzane są ciecze, którymi laptop może być przypadkowo zalany. W takiej sytuacji wymiany wymaga klawiatura, podczas gdy ważniejsze i droższe podzespoły pozostają nienaruszone;
- SSD montowany we wszystkich laptopach z serii X300 i X301 oraz opcjonalnie w seriach T, X i W.

## Linie produktów
Oferta notebooków ThinkPad podzielona jest obecnie na następujące linie:
- E – przystępna cenowo seria notebooków z atrakcyjnym designem, skierowana do małych firm i konsumentów
- L – laptopy biznesowe średniej klasy, cechujące się świetnym stosunkiem jakości do ceny i wysoką wytrzymałością
- T – flagowa linia notebooków Lenovo zaprojektowana z myślą o najwyższej jakości wykonania i szerokim portfolio dostępnych konfiguracji (większości modeli odpowiada wersja Slim (końcówka S) w cieńszej obudowie - np. T430 i T430S), jak również modele o zwiększonej wydajności, o nieco grubszej obudowie wersja Power (końcówka P) - np. T440 i T440P;
- X – bardzo cienkie i lekkie notebooki charakteryzujące się długim czasem pracy na baterii
- X1 – urządzenia przeznaczone dla najbardziej wymagających użytkowników ze względu na innowacyjność, styl i bezkompromisową wydajnosć, wykonane z użyciem włókna węglowego
- P – mobilne stacje robocze z najbardziej wydajnymi procesorami i kartami graficznymi
- Z – stylowe ultrabooki wykonane z materiałów pochodzących z recyklingu

Wycofane z produkcji:
- A – prekursor serii R i G – duże, ciężkie najlepiej wyposażone notebooki, zalecane jako zamienniki komputerów stacjonarnych;
- G – krótka próba stworzenia serii mieszczącej się pomiędzy R a T – Bezpośrednia kontynuacja serii A;
- R – następca serii A – laptopy posiadające najlepsze wyposażenie i możliwości w stosunku do ceny, zalecane dla odbiorców, którzy nie przemieszczają się zbyt często, następnie zastąpiony przez serię L;
- SL – ekonomiczna seria przeznaczona dla małego biznesu, pozbawiona magnezowej ramy Roll Cage, lampki Think Light, kieszeni Ultra Bay, TPM i złącza stacji dokującej;
- S – subnotebook; mały i lekki – produkowany jedynie na rynek Japonii;
- Z – pierwsze podejście do laptopów z panoramicznym ekranem i wbudowaną kamerą; seria wycofana z produkcji po wprowadzeniu panoramicznych matryc do serii R i T;
- W – mobilne stacje robocze na bazie serii T, zastąpione przez serię P;
- i – seria do użytku domowego produkowana przez Acer na licencji IBM;
- Edge – najprostsze notebooki do użytku domowego, zastąpione przez serię E;
- Thinkpad Reserve Edition 2007 – limitowany, ekskluzywny notebook serii X60s oprawiony w skórę, z okazji piętnastolecia marki ThinkPad;
- 130 – japońska wersja i1300;
- 2xx – subnotebook z ekranem 10";
- 3xx – modele średniej klasy;
- 5xx – modele ultraprzenośne;
- 6xx – cienkie i lekkie;
- 7xx – duże i dobrze wyposażone;
- 8xx – modele zbudowane w oparciu o procesory Power PC;
- TransNote;
- PC110 – palmtop.

W starszych ThinkPadach IBM chętnie eksperymentował wprowadzając nowe, nieznane dotychczas ułatwienia, jak np. najszybszy upgrade pamięci – w kartach podobnych do tych z PCMCIA – czy UltraBay – kieszeń umożliwiającą łatwe podłączenie różnych rodzajów napędów i urządzeń. Zdarzały się też eksperymenty nieudane, jak np. seria ThinkPad Power Series wyposażona w wysokowydajny procesor PowerPC, produkowana w początkach 1995 roku. Był to bowiem notebook o mocy ówczesnego serwera i w podobnej cenie. Warto go jednak wspomnieć ze względu na inny eksperyment – umocowaną na górze wieka matrycy przenośną kamerę do wideokonferencji.
Design, który wprowadziła jeszcze firma IBM w 1992 jest stosowany do dzisiaj, dzięki czemu jest rozpoznawany na całym świecie.